# الأبناء الأربعة (فلم 1940)
الأبناء الأربعة (بالإنجليزية: Four Sons) هو فيلم حربي صدر عام 1940 من إخراج آرتشي مايو. بطولة دون أميتشي ويوجيني ليونتوفيتش. وهو إعادة إنتاج لفيلم يحمل نفس الاسم صدر عام 1928. يحكي الفيلم حياة أربعة إخوة تشيكيين ألمان بعد الاحتلال الألماني لتشيكوسلوفاكيا في عام 1939. يتبع الأبناء الأربعة لعائلة تشيكية ألمانية مسارات مختلفة حيث اختار اثنان منهم خدمة ألمانيا النازية، واختار آخر القتال لدعم الأراضي التشيكية، وهاجر الرابع إلى الولايات المتحدة.

## طاقم العمل
- دون أميتشي بدور كريس بيرن
- يوجيني ليونتوفيتش بدور السيدة بيرن
- ماري بيث هيوز بدور آنا
- ألان كورتيس بدور كارل بيرن
- جورج إرنست بدور فريتز بيرن
- روبرت لوري بدور جوزيف
- ليونيل رويس بدور ماكس ستورم
- سيغ رومان بدور نيومان
- لودفيغ ستوسيل بدور القس
- كريستيان روب بدور كابيك
- توربن ماير بدور جوستاف

## روابط خارجية
- Four Sons  في قاعدة بيانات الأفلام على الإنترنت (بالإنجليزية)
- Four Sons في قاعدة بيانات تيرنر كلاسيك موفيز للأفلام.